# Mesochariodes
Mesochariodes là một chi bướm đêm thuộc họ Tortricidae.

## Các loài
- Mesochariodes polytrichta Razowski & Wojtusiak, 2006
- Mesochariodes secunda Razowski & Wojtusiak, 2006